# Kaliopi
Kaliopi Bukle (n. 28 decembrie 1966, Ohrida, RSF Iugoslavia) este o cântăreață din Republica Macedonia. Ea este Aromână. 

## Discografie
- 1986: Kaliopi
- 1987: Rodjeni
- 1999: Oboi Me
- 2001: Ako Denot Mi E Nok
- 2002: Najmila
- 2003: Ne Mi Go Zemaj Vremeto
- 2005: Me, Isadora
- 2007: The Best Of
- 2008: Zelim Ti Reci
- 2009: Oblivion
- 2010: Poraka

1. ↑  CONOR.SI[*] Verificați valoarea |titlelink= (ajutor)